# Шихобалово
Шихобалово — село в Юрьев-Польском районе Владимирской области России, входит в состав Небыловского сельского поселения.

## География
Село расположено в 11 км на северо-запад от центра поселения села Небылое и в 31 км на юго-восток от райцентра города Юрьев-Польский.

## История
Из старинных документов видно, что село Шихобалово принадлежало Суздальским князьям, и в первой половине XV столетия было вотчиной Суздальского князя Ивана Андреевича. Князь Иван Андреевич в 1442 году пожаловал Шихобалово Троицко-Сергиеву монастырю. Вотчиной Троице-Сергиева монастыря село Шихобалово оставалось до отобрания монастырских вотчин в казну в 1764 году.
Церковь в Шихобалово, несомненно, древнего происхождения; но из истории её ничего неизвестно. Каменная двухэтажная церковь с каменной же колокольнею построена в 1826 году на средства прихожан. Престолов в церкви было два: в верхнем этаже — в честь Успения Божьей Матери, в нижнем — во имя преподобного Сергия Радонежского Чудотворца. В 1896 году приход состоял из села (109 дворов) и деревень Уварова; всех дворов 136, душ мужского пола 432, женского пола — 505.
В конце XIX — начале XX века село входило в состав Тумской волости Суздальского уезда.
С 1929 года село являлось центром Шихабаловского сельсовета Юрьев-Польского района, с 1935 года — Небыловского района, с 1965 года вновь в составе Юрьев-Польского района.

## Население
| 1859 | 1897 | 1905 | 2002  | 2010 | 2021 |
| ---- | ---- | ---- | ----- | ---- | ---- |
| 504  | ↗648 | ↗837 | ↗1059 | ↘993 | →993 |

## Инфраструктура
В селе располагаются МБОУ «Шихобаловская основная общеобразовательная школа» (открыта в 1972 году), Шихобаловский детский сад, клуб, фельдшерско-акушерский пункт, отделение связи, операционная касса Сбербанка РФ № 2485\028, сельхозпредприятие АО Шихобалово